# Rohusi
Rohusi är en ö i Finska viken utanför Estlands nordkust. Den ligger i kommunen Jõelähtme vald i Harjumaa, 30 km öster om huvudstaden Tallinn. Den ligger i bukten Kolga laht mellan udden Kaberneem i väster och ön Pedassaar i öster. Arealen är 0,1 km².

### Fotnoter
1. ↑  Rohusi hos Geonames.org (cc-by); post uppdaterad 2012-01-17; databasdump nerladdad 2015-09-05